# Bajo las estrellas
Pour plus de détails, voir Fiche technique et Distribution.
Bajo las estrellas (littéralement « sous les étoiles ») est un film espagnol réalisé par Félix Viscarret, sorti en 2007.

## Synopsis
Benito, un trompettiste opportuniste, retourne en Navarre quand il apprend que son père va mourir. Il recrée des liens avec son petit frère, Lalo, un sculpteur et se lie avec Ainara, la jeune fille de la petite amie de son frère.

## Fiche technique
- Titre : Bajo las estrellas
- Réalisation : Félix Viscarret
- Scénario : Félix Viscarret d'après le roman El trompetista del Utopía de Fernando Aramburu
- Musique : Mikel Salas
- Photographie : Álvaro Gutiérrez
- Montage : Ángel Hernández Zoido
- Production : Cristina Huete
- Société de production : Canal+ España, Fernando Trueba Producciones Cinematográficas et Televisión Española
- Pays :  Espagne
- Genre : Comédie dramatique
- Durée : 108 minutes
- Dates de sortie : 
  -  Espagne : 15 juin 2007

## Distribution
- Alberto San Juan : Benito
- Emma Suárez : Nines
- Julián Villagrán : Lalo
- Violeta Rodríguez : Ainara
- Amparo Valle : Tía Encarna
- César Vea : Pistolas
- Luz Valdenebro : Pauli
- Paula Soldevila : Margari
- Josean Bengoetxea : Pilón
- Txema Villaplana : Tabernero

## Distinctions
Le film a été nommé sept fois aux prix Goya et a remporté les prix du meilleur acteur pour Alberto San Juan et du meilleur scénario adapté.